# Silk Road
Silk Road (en español: «Ruta de la Seda») fue un mercado negro en línea desde un sitio de internet operado como uno de los servicios ocultos de la red Tor (corto para: The onion router) conocido en términos informáticos como Internet profunda.
Su fundador, conocido por su seudónimo «Dread Pirate Roberts», fue identificado como Ross Ulbricht. El 6 de noviembre de 2013 las revistas Forbes y Vice indicaron que el sitio había vuelto a estar en línea. En febrero de 2015, Ross Ulbricht fue sentenciado a un mínimo de 30 años de prisión por siete cargos delictivos por un tribunal de Manhattan. Finalmente, en junio de 2015 fue sentenciado a cadena perpetua por una corte Federal de Manhattan, después de haber sido hallado culpable de siete cargos de blanqueo de capitales, hackeo de ordenadores y conspiración por tráfico de narcóticos

## Historia
El sitio de Internet fue lanzado en el mes de febrero del año 2011 como pequeño proyecto para Ross Ulbricht, para empezar a popularizar la página el empezó a plantar sus propias setas alucinógenas y mandar comentarios anónimos en grupos de Facebook. En un comienzo esto no funcionó muy bien pero a medida que pasaba el tiempo iba popularizando ya que el internet era joven y no había real competición. Era durante este tiempo que un personaje que se llamaba «Variety Jones», que a partir de este momento sería una parte crucial para la página, el era la persona que le dijo a Ross Ulbricht que se pusiera un nombre más anónimo a lo que se cambió el nombre a «Dread Pirate Roberts».

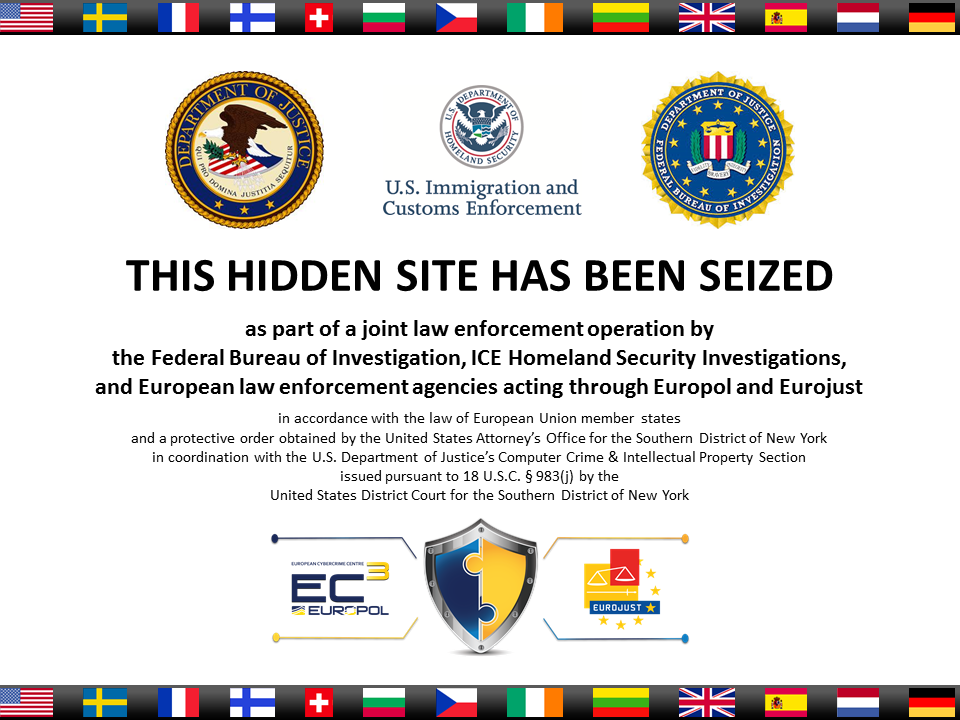
Imagen colocada en el sitio web después de la incautación de propiedad por parte del FBI.

Luego de una larga investigación, Roger Thomas Clark, ciudadano canadiense conocido por los seudónimos de «Variety Jones», «Plural of Mongoose», «VJ» y «cimon», fue arrestado por las autoridades de Tailandia y posteriormente extraditado a Estados Unidos. El 29 de mayo de 2020 fue sentenciado a 20 años de prisión, por el cargo de conspirar para distribuir grandes cantidades de narcóticos. 
Los compradores podían registrarse en Silk Road gratuitamente, pero los vendedores debían adquirir nuevas cuentas a través de subastas supuestamente para mitigar la posibilidad de que personas malintencionadas distribuyeran productos contaminados y posiblemente peligrosos para el consumidor. Las comisiones de dichas ventas en todo el sitio en total eran destinadas al administrador del sitio, las comisiones iban cambiando en diferentes sustancias y servicio, pero por lo que se sabe por el momento la mayoría eran un 6.17%.
En 26 de junio de 2013 se robaron un total de 350 millones de dólares en bitcoin por dos agentes corruptos que estaban trabajando en el caso pero se dejaron caer al ver la oportunidad de ganar tanto dinero, estos dos agentes eran Carel Force y Shawn Bridges, aunque no estaban trabajando juntos y robaron el dinero de formas diferentes.
Finalmente, en 2013 los agentes de la FBI consiguieron el portátil con el que Ross Ulbricht operaba la página lo que dio a los agentes bastante evidencia para mandarlo a la prisión para el resto de su vida.
Es importante destacar que su regreso no había sido muy popular ya que algunos sitios como Sheep Market y The Black Market Reloaded (BMR) habían comenzado a tener un gran auge, no obstante, desde el cierre de estos a finales de noviembre y principios de diciembre de 2013, resucitó la popularidad de SilkRoad. Este último junto con "PANDORA Open Market" son los dos mercados negros más populares en la red TOR en este momento.
En enero de 2025, por orden ejecutiva del presidente, Donald Trump, Ross Ulbricht ha sido indultado, sentando uno de los precedentes más importantes, para la nueva libertad de los denominados "piratas ciberneticos".

## Producto
La mayoría de los productos que eran vendidos en Silk Road, estaban calificados como contrabando en la mayoría de las jurisdicciones. Gran parte de los vendedores tenían su sede en el Reino Unido y los Estados Unidos, y ofrecían productos como Heroína, LSD, Cannabis y otras drogas. Sin embargo, los operadores del sitio prohibían productos o servicios destinados a dañar a otros, tal como números de tarjetas de crédito robadas, falsificación de moneda, información personal, asesinatos y materiales utilizados para fabricar armas.

## Transacciones
Los compradores y vendedores conducían sus transacciones por medio de la moneda virtual descentralizada llamada Bitcoin, que provee más anonimato que las tarjetas bancarias. El 99% de todas las transacciones realizadas en el sistema se completaron a satisfacción del comprador y del vendedor, o se hallaba un acuerdo para la resolución de algún conflicto.
Las comisiones de dichas ventas en todo el sitio en total eran destinadas al administrador del sitio, las comisiones iban cambiando en diferentes substancias y servicio, pero de lo que sabemos por el momento la mayoría eran unos 6,17% las comisiones que se quedaba.

## Recepción

### Prensa
El blog de noticias Gawker escribió un artículo completo sobre Silk Road. El National Public Radio se refirió al sitio como «el Amazon.com de las drogas ilegales». El diario británico The Economist, lo describió en un artículo como «Estas e-profundidades no se pueden alcanzar con un navegador común sino con un software llamado Tor. Compradores y vendedores realizan las transacciones bajo pseudónimo y en bitcoins, una moneda cifrada criptográficamente»[1].
Después de esta atención, el tráfico al sitio de internet de Silk Road aumentó drásticamente y la moneda virtual Bitcoin registró un aumento correspondiente en el valor. El sitio también fue utilizado durante la audiencia de la Ley SOPA 2011 como un ejemplo de la evolución de algunos sitios de internet a la creación de redes y sistemas de computación distribuida que por diseño no es posible bloquearlo por filtro de nombre de dominio (DNS) tal como se propone en SOPA.

### Australia
La Policía Federal de Australia ha declarado en un comunicado de prensa que «Cualquier persona que ejerza una actividad ilegal a través de los mercados en línea como Silk Road... no siempre va a permanecer en el anonimato y cuando sean capturados, serán procesados».[cita requerida]